# Trent Alexander-Arnold
Trent John Alexander-Arnold (7 d'octubre de 1998) és un futbolista professional anglès que juga com a lateral dret pel Reial Madrid. És internacional amb la selecció nacional anglesa.
Alexander-Arnold és un graduat acadèmic del Liverpool i va debutar-hi professionalment el 2016, amb divuit anys. Des d'aleshores, ha jugat més de 40 partits i ha guanyat el títol de jugador jove de la temporada del club el 2017 i el 2018. Ha representat Anglaterra en tots els nivells juvenil, del sub-16 al sub-21 abans de debutar professionalment el juny de 2018. Posteriorment, ha representat aquesta nació a la Copa del Món de Futbol de 2018.

## Carrera de club

### Liverpool

#### Inicis de la seva vida i carrera
Alexander-Arnold va néixer a West Derby, Liverpool; on va estudiar a St. Matthews Catholic Primary School. Quan tenia sis anys, la seva escola va ser invitada a un campament d'estiu que organitzava l'equip de futbol local Liverpool FC. El nom d'Alexander-Arnold va sortit d'un barret per anar al camp, on va cridar l'atenció de l'entrenador de l'acadèmia Ian Barrigan, que subseqüentment li va oferir l'oportunitat d'unir-se a l'acadèmia de l'equip. Va començar a entrenar-se de dos a tres cops a la setmana i després va ser capità de l'equip sub-16 i sub-18 sota l'entrenador Pepijn Lijnders. Va excel·lir durant el seu temps a l'acadèmia i el 2015 va ser seleccionat per l'excapità del Liverpool Steven Gerrard, que va avisar que tindria un futur brillant a l'equip a la seva autobiografia. En la pretemporada 2015-2016, Alexander-Arnold va ser elegit per formar part del primer equip per l'entrenador Brendan Rodgers per l'amistós final de pretemporada contra el Swindon Town FC, el seu debut no oficial en una victòria 2-1.

#### Temporada 2016-2017

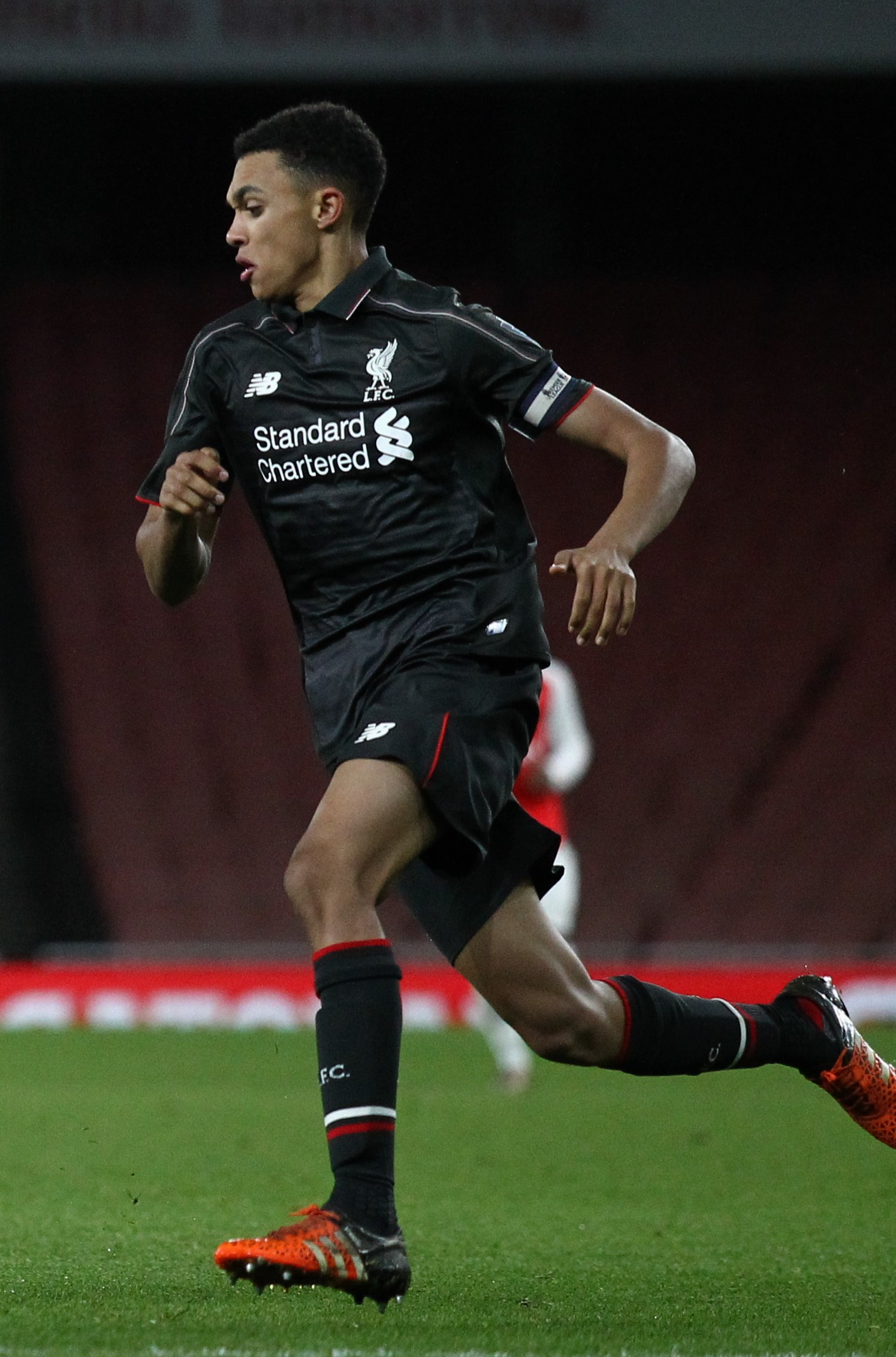
Alexander-Arnold capitanejant el Liverpool FC sub-18 contra l'Arsenal FC el 2016.

Havent format part de la gira de la pretemporada del Liverpool als Estats Units, Alexander-Arnold va debutar al primer equip el 25 d'octubre de 2016, sent titular en la victòria 2-1 contra el Tottenham Hotspur FC en la quarta ronda de la Copa de la lliga anglesa de futbol. Va rebre una targeta groga la primera part per una falta a Ben Davies abans de ser substituït pel defensa dret titular Nathaniel Clyne el minut 68. L'excapità Gerrard després va donar suport a Alexander-Arnold "per a esdevenir un professional important" després del seu debut amb una actuació que també li va guanyar un lloc a l'equip de la ronda de la Copa de la lliga anglesa de futbol juntament amb el seu company d'equip Daniel Sturridge.
El 8 de novembre de 2016 el Liverpool va anunciar que Alexander-Arnold, així com Kevin Stewart i el company de l'acadèmia juvenil Ben Woodburn, havien signat nous contractes a llarg termini amb l'equip. Va ser titular al següent partit de la Copa de la lliga anglesa més tard en aquell mes i va registrar la seva primera assistència per l'equip, ajudant el davanter Divock Origi a marcar el primer gol en una victòria 2-0 contra el Leeds United FC. També va ser elegit home del partit per la seva actuació. Alexander-Arnold va debutar a la Premier League el 14 de desembre, entrant com a substitut d'Origi en una victòria 3-0 contra el Middlesbrough, i va jugar de titular de la lliga per primer cop en un empat 1-1 contra el Manchester United FC el 15 de gener de 2017. El 9 de maig de 2017 va ser elegit jugador jove de la temporada del Liverpool i més tard en aquell mes va ser nomenat pel premi al jugador de la temporada de la Premier League 2, encara que el va guanyar Oliver McBurnie de l'Swansea City. La temporada del seu debut va acabar havent jugat dotze partits en totes les competicions de l'equip.

#### Temporada 2017-2018

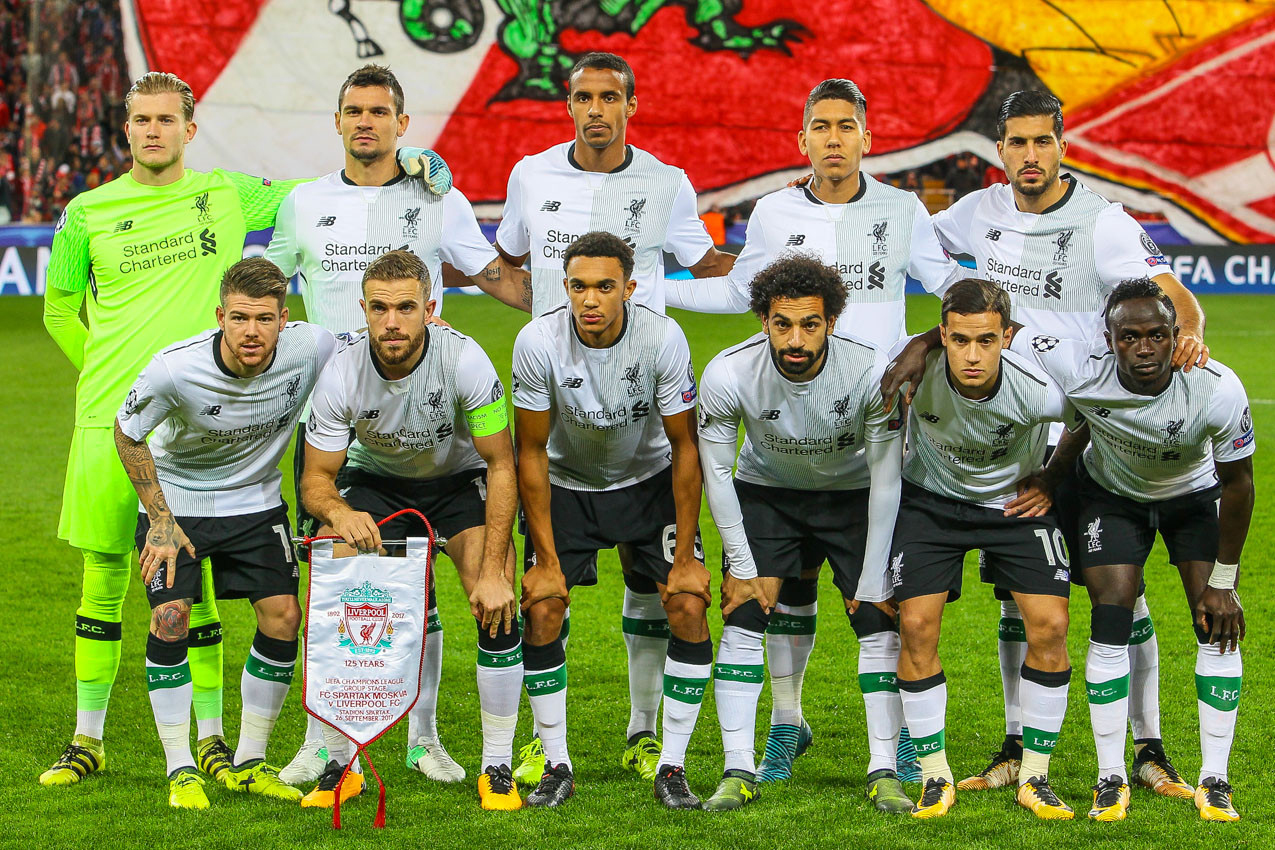
Alexander-Arnold (a sota, centre-esquerra) alineat pel Liverpool FC en un partit de la Lliga de Campions contra l'Spartak Moscou el 2017.

Abans de la temporada 2017-2018, Alexander-Arnold va signar un nou contracte a llarg termini amb el Liverpool. El 15 d'agost de 2017 va marcar el seu primer gol per l'equip, marcant d'un tir lliure en una victòria 2-1 contra l'equip de la Bundesliga Hoffenheim en la primera volta de les eliminatòries de la Lliga de Campions. En fent això, va esdevenir el tercer jugador més jove en marcar en el seu debut a Europa pel Liverpool, després de Michael Owen i David Fairclough. Durant la fase de grups de la competició, Alexander-Arnold va tornar a marcar en una victòria 7-0 contra el Maribor a la Lliga de Campions el 17 d'octubre, un resultat que va ser la victòria més àmplia en un partit fora de casa de la competició, i la victòria més àmplia fora de casa feta per un equip anglès. Posteriorment va marcar el seu primer gol a la Premier League pel Liverpool el Boxing Day, en una victòria 5-0 contra l'Swansea City a Anfield.
El 4 d'abril de 2018, Alexander-Arnold va esdevenir el jugador anglès més jove en ser titular d'un partit de quarts de finals de la Lliga de Campions i va fer un bon partit en una victòria 3-0 contra el Manchester City. La seva actuació va fer que fos elegit home del partit i va ser elogiat per la premsa per la seva habilitat per anul·lar l'extrem Leroy Sané. Va tornar a impressionar en el partit de tornada quan el Liverpool va eliminar el Manchester City en un resultat total de 5-1 i va poder accedir a les semifinals de la competició per primer cop en deu anys. El 10 de maig va ser recompensat per les seves actuacions domèstiques i europees quan va guanyar el premi al jugador jove de la temporada del Liverpool en la seva segona temporada. Més tard en aquell mes, va esdevenir el jugador més jove del Liverpool en ser titular d'una final de la Lliga de Campions contra el campió actual dues vegades, Reial Madrid. Encarregat de marcar Cristiano Ronaldo, va sortir-se'n admirablement encara que el Liverpool va perdre 3-1. L'1 de juliol, va ser nomenat Golden Boy juntament amb el seu company d'equip Woodburn i el jugador de l'acadèmia del Liverpool, Herbie Kane.

## Carrera internacional

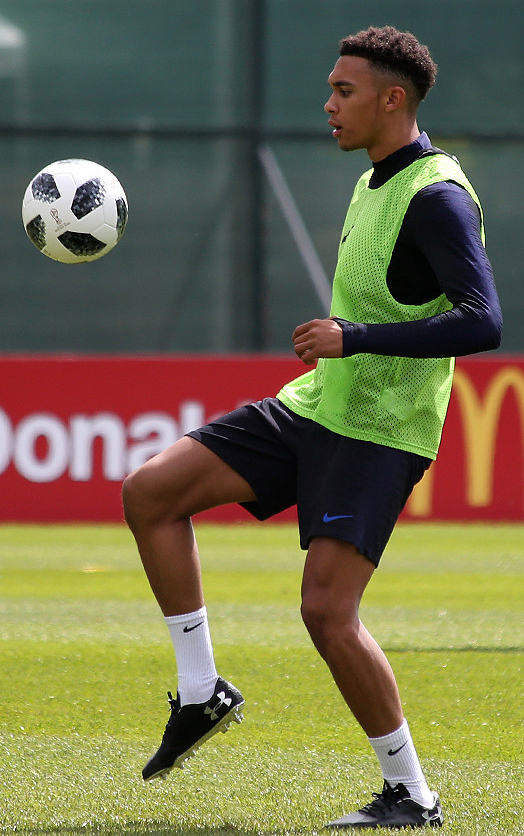
Alexander-Arnold va representar Anglaterra a la Copa del Món de Futbol de 2018 a Rússia.

### Seleccions juvenils d'Anglaterra
Alexander-Arnold ha representat Anglaterra en diversos nivells juvenils i va participar en la Copa del Món sub-17 de 2015 a Xile. El 7 d'octubre de 2016, va marcar dos gols per la selecció sub-19 d'Anglaterra en una victòria 3-1 contra Croàcia. Va tornar-ne a marcar dos el novembre en una derrota 3-2 contra Gal·les, encara que el seu primer gol va ser atribuït posteriorment com un gol en pròpia porta de Mark Harris, i el 24 de març de 2017 va tornar a marcar-ne dos en una derrota d'Espanya 3-0 que va assegurar la classificació de la selecció anglesa a la Copa d'Europa de la UEFA sub-19 de 2017. Tanmateix, no va jugar al torneig perquè el Liverpool va pactar amb Anglaterra que descansés per la següent temporada de lliga. Anglaterra va guanyar Portugal a la final i van guanyar el seu primer títol de la competició.
El mes següent, Alexander-Arnold va ser convocat per la selecció sub-21 d'Anglaterra per primer cop per la classificació de la Lliga de Campions de la UEFA sub-21 contra els Països Baixos i Letònia. Va debutar contra els Països Baixos el 5 de setembre, en una victòria 3-0 a Bournemouth.

### Selecció anglesa professional
El març de 2018, encara formant part de la selecció sub-21, Alexander-Arnold va ser invitat a entrenar-se amb la selecció professional per primer cop abans d'uns amistosos contra Itàlia i els Països Baixos. Va rebre la seva primera convocatòria el maig de 2018 quan va ser seleccionat per Gareth Southgate a l'equip de la Copa del Món de Futbol de 2018. El seu debut va ser el 7 de juny de 2018 quan va jugar un amistós abans del torneig contra Costa Rica, en una victòria 2-0 a Elland Road. Abans del partit, el Príncep Guillem, Duc de Cambridge, li va entrar la samarreta del partit. Alexander-Arnold va debutar a la competició el 28 de juny, en una derrota 1-0 contra Bèlgica després que els dos equips ja tinguessin assegurat accedir a la fase eliminatòria. En aconseguir això, va ser el quart menor de 20 anys que va jugar per Anglaterra a la Copa del Món.

## Vida personal

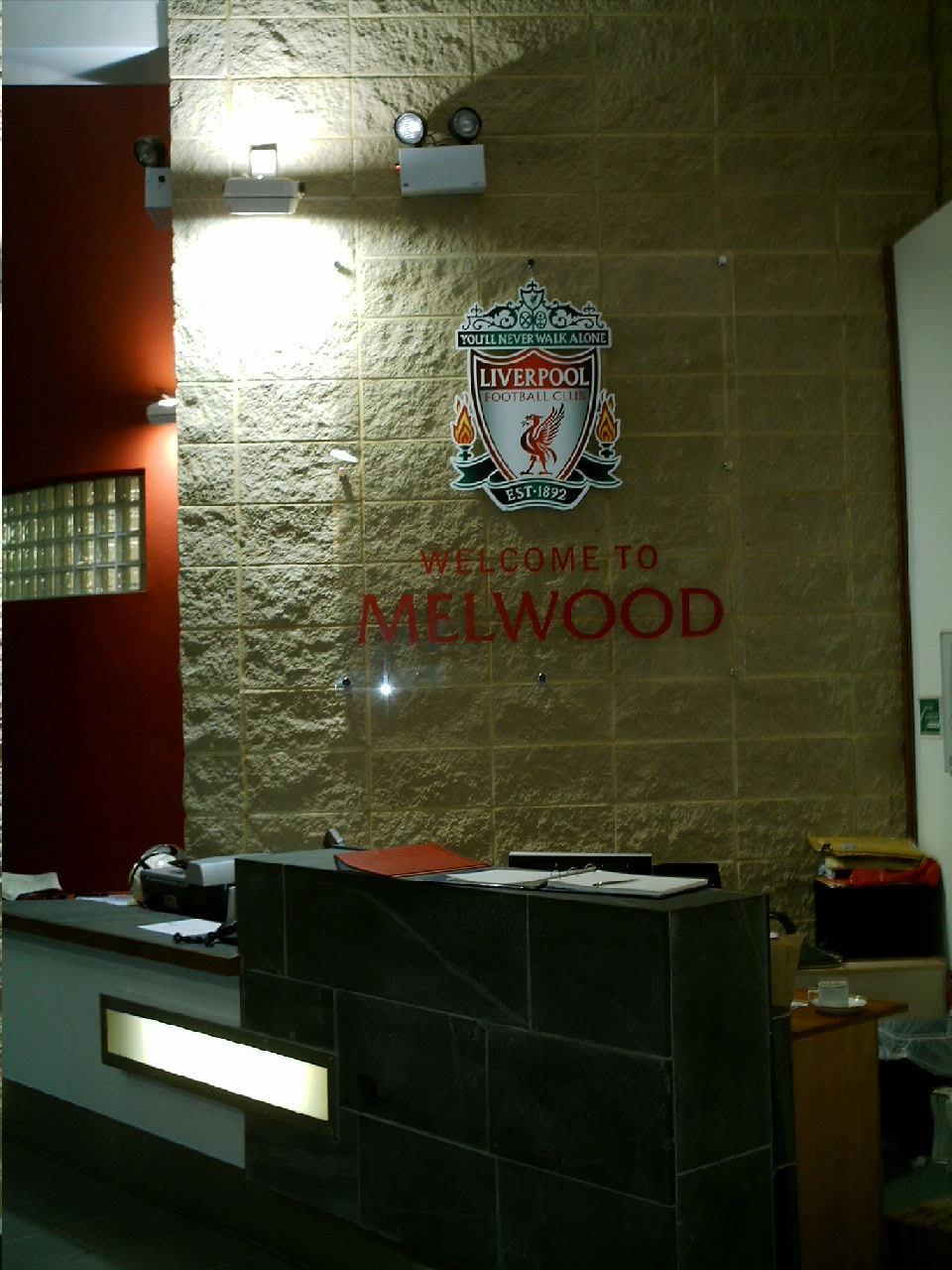
Alexander-Arnold va néixer a West Derby; a poca distància del camp d'entrenament del Liverpool FC, Melwood

Alexander-Arnold és el nebot de l'exfutbolista del Reading i del Millwall, i de l'exsecretari del Manchester United John Alexander. La seva àvia maternal, Dooreen Carling, va ser la xicota de l'entrenador del Manchester United, Alex Ferguson, abans de traslladar-se a la ciutat de Nova York. Per ascendència, Alexander-Arnold podia jugar pels Estats Units. Té dos germans; Tyler, que té quatre anys més i Marcel, que en té tres menys.
Més enllà del futbol, Alexander-Arnold és l'ambaixador voluntari de la beneficència de Liverpool, An Hour for Others, que pretén proveir els membres no privilegiats de la comunitat amb el qual sigui, des de cistells amb menjar i joguines fins a lliçons de cuina i ciència. Ha donat suport a la beneficència des que la seva mare li ho ordenà quan era adolescent. Durant el seu temps a l'acadèmia del Liverpool, ell i el seu company d'equip Kris Owens van prometre donar suport a la iniciativa si cap dels dos aconseguia esdevenir futbolista professional.

## Estadístiques de carrera

### Equip
Actualitzat la temporada 2017-2018.
| Equip               | Temporada           | Lliga               | Lliga   | Lliga | Copa anglesa de futbol | Copa anglesa de futbol | Copa de la Lliga anglesa de futbol | Copa de la Lliga anglesa de futbol | Europa  | Europa | Total   | Total |
| Equip               | Temporada           | Lliga               | Partits | Gols  | Partits                | Gols                   | Partits                            | Gols                               | Partits | Gols   | Partits | Gols  |
| ------------------- | ------------------- | ------------------- | ------- | ----- | ---------------------- | ---------------------- | ---------------------------------- | ---------------------------------- | ------- | ------ | ------- | ----- |
| Liverpool FC        | 2016–17             | Premier League      | 7       | 0     | 2                      | 0                      | 3                                  | 0                                  | —       | —      | 12      | 0     |
| Liverpool FC        | 2017–18             | Premier League      | 19      | 1     | 2                      | 0                      | 0                                  | 0                                  | 12      | 2      | 33      | 3     |
| Total de la carrera | Total de la carrera | Total de la carrera | 26      | 1     | 4                      | 0                      | 3                                  | 0                                  | 12      | 2      | 45      | 3     |

1. ↑  Partits a la Lliga de Campions de la UEFA

### Internacional
Actualitzat el 28 de juny de 2018.
| Selecció nacional | Any   | Partits | Gols |
| ----------------- | ----- | ------- | ---- |
| Anglaterra        | 2018  | 2       | 0    |
| Total             | Total | 2       | 0    |

## Palmarès
Liverpool FC
- 1 Campionat del Món de Clubs: 2019
- 1 Lliga de Campions de la UEFA: 2018-19
- 1 Supercopa d'Europa: 2019
- 2 Premier League: 2019-20, 2024-25
- 1 Copa anglesa: 2021-22
- 2 Copes de la Lliga anglesa: 2021-22, 2023-24
- 1 Community Shield: 2022

Individual
- Jugador jove de la temporada del Liverpool FC: 2016-2017[24] i 2017-2018.[36]